# Pačejov
Pačejov (deutsch Patschiw) ist eine Gemeinde in Tschechien. Sie liegt acht Kilometer nordwestlich von Horažďovice und gehört zum Okres Klatovy.

## Geographie
Pačejov befindet sich in der Nepomucká vrchovina (Nepomuker Bergland) auf einem Höhenzug zwischen den Tälern der Bäche Pačejovský potok und Březový potok. Im Südwesten erhebt sich der Slavník (627 m), westlich der Za Kostelem (585 m) und im Nordwesten der Plesník (605 m). Gegen Norden liegen die Teiche Nový Pačejov, Velký Blýskota und Buxin. Nördlich von Pačejov verläuft die Bahnstrecke České Budějovice–Plzeň, der Bahnhof Pačejov befindet sich zwischen Pačejov-nádraží und Olšany-u nádraží.
Nachbarorte sind Pačejov-nádraží, Ovčín, Olšany und Kvášňovice im Norden, Maňovice, Osek, Defurovy Lážany, Újezd u Chanovic, Dobrotice und Plácek im Nordosten, Jetenovice, Barák, Svéradice und Velký Bor im Osten, Babín, Horažďovická Lhota und Třebomyslice im Südosten, Malý Bor, Bažantnice und Velešice im Süden, Týřovice und Neprochovy im Südwesten, Těchonice, Camberov, Žďár und Radice im Westen sowie Strážovice, Bouda, Nehodiv und Myslív im Nordwesten.

## Geschichte
Die erste urkundliche Erwähnung des Dorfes erfolgte 1227 als Besitz des Klosters St. Georg auf der Prager Burg. Im Jahre 1305 veräußerte das Kloster das Gut Pačejov. Nachfolgend entstand im Ort eine Feste, die der Sitz einer kleinen Gutsherrschaft wurde. Während des Dreißigjährigen Krieges gehörte das Gut Pačejov der Familie von Pernklau. 1667 kaufte Ignaz Karl von Sternberg das Gut Patschiw und schlug es seiner Herrschaft Horažďowitz zu. Er verkaufte die Herrschaft 1675 seinem Bruder Wenzel Adalbert. Im Jahre 1685 ließ Wenzel Adalbert von Sternberg die Kirche erneuern. 1719 verkauften die Herren von Sternberg die Herrschaft Horažďovice an Philippina von Thun und Hohenstein. Nachfolgende Besitzer waren zwischen 1721 und 1749 die Grafen von Mansfeld, danach bis 1752 Wenzel Maria Josef von Pötting und Persing und anschließend bis 1755 Heinrich Franz von Mansfeld und Fondi. 1755 erwarben die Fürsten Löwenstein-Wertheim die Herrschaft Horažďovice und stellten sie unter die Verwaltung der Administration der fürstlichen Löwensteinschen Güter in Wertheim. 1787 wurde in Patschiw ein eigener Lokalist eingeführt. Im Jahre 1800 erbten die Grafen von Rummerskirch die Herrschaft Horažďovice und errichteten in Horažďovice ein herrschaftliches Oberamt. Die Lokalie Patschiw wurde am 27. Februar 1803 durch ein Gubernialdekret wieder aufgehoben und das Patronat über die Kirche Maria Schnee an die Herrschaft Horažďowitz zurückgegeben. Karl von Rummerskirch verkaufte die Herrschaft nach mehreren Fehlinvestitionen 1834 an Rudolf Kinsky von Wchinitz und Tettau, der sie der Fürstlich Kinskyschen Güterverwaltung unterstellte.
Im Jahre 1837 bestand Patschiw bzw. Pačiw oder Pačiwa aus 53 Häusern mit 337 Einwohnern, darunter zwei israelitische Familien. Im Ort gab es ein kleines Schloss mit einer Beamten- und Jägerwohnung, einen Meierhof, die Filialkirche Maria Schnee sowie eine unter dem gemeinschaftlichen Patronat von Obrigkeit und Religionsfonds stehende Schule. Abseits lagen eine Schäferei (Ovčín) und ein Hegerhaus. Pfarrort war Klein-Bor. 1843 wurden Patschiw, Welleschitz und Teyřovice von Klein-Bor ausgepfarrt, auch der Schulunterricht für die drei Dörfer erfolgte fortan in Patschiw. Bis zur Mitte des 19. Jahrhunderts blieb Patschiw der Allodial-Herrschaft Horažďowitz untertänig.
Nach der Aufhebung der Patrimonialherrschaften bildete Pačejov/Patschiw ab 1850 mit den Ortsteilen Týřovice und Velešice eine Gemeinde im Gerichtsbezirk Horažďowitz. Ab 1868 gehörte das Dorf zum Bezirk Strakonitz. Im selben Jahre wurde der Verkehr auf der Bahnstrecke České Budějovice–Plzeň aufgenommen; auf freiem Feld zwischen Wolschan und Straschowitz (Strážovice) war am Teich Buxin der Bahnhof Wolschan angelegt worden, er wurde später in Pačejov umbenannt, da er auf dessen Kataster liegt. Die Ortsteile Týřovice und Velešice lösten sich 1893 von Pačejov los und bildeten die Gemeinde Velešice. Ab 1949 gehörte Pačejov zum Okres Horažďovice, nach dessen Aufhebung wurde die Gemeinde 1960 dem Okres Klatovy zugeordnet. 1961 wurden Maňovice, Strážovice und Velešice (mit Týřovice) eingemeindet. Maňovice wurde 1976 nach Velký Bor umgemeindet, stattdessen kamen Kvášňovice und Olšany als Ortsteile hinzu. Seit dem 24. November 1990 sind Kvášňovice und Olšany wieder eigenständig. Im letzten Viertel des 20. Jahrhunderts entstanden um den Bahnhof Pačejov sowie auf den Fluren von Olšany als auch von Pačejov die Eigenheimsiedlungen Olšany-u nádraží und Pačejov-u nádraží. Insbesondere letztere wuchs wegen ihrer verkehrsgünstigen Anbindung durch die Staatsstraße II/186 zwischen Defurovy Lážany und Plánice stark an und entwickelte sich zum neuen Zentrum der Gemeinde. Am 1. Juli 2000 erhielt Pačejov-nádraží den Status eines Ortsteils. Außer dem Gemeindeamt befindet sich heute in Pačejov-nádraží auch das Postamt.

## Gemeindegliederung
Die Gemeinde Pačejov besteht aus den Ortsteilen Pačejov (Patschiw), Pačejov-nádraží, Strážovice (Straschowitz), Týřovice (Teyrowitz, 1939–45: Tirschowitz) und Velešice (Welleschitz, auch Weleschitz). Zu Pačejov gehören außerdem die Einschichten Bouda und Ovčín.
Das Gemeindegebiet gliedert sich in die Katastralbezirke Pačejov, Strážovice u Pačejova, Týřovice u Pačejova und Velešice u Pačejova.

## Sehenswürdigkeiten

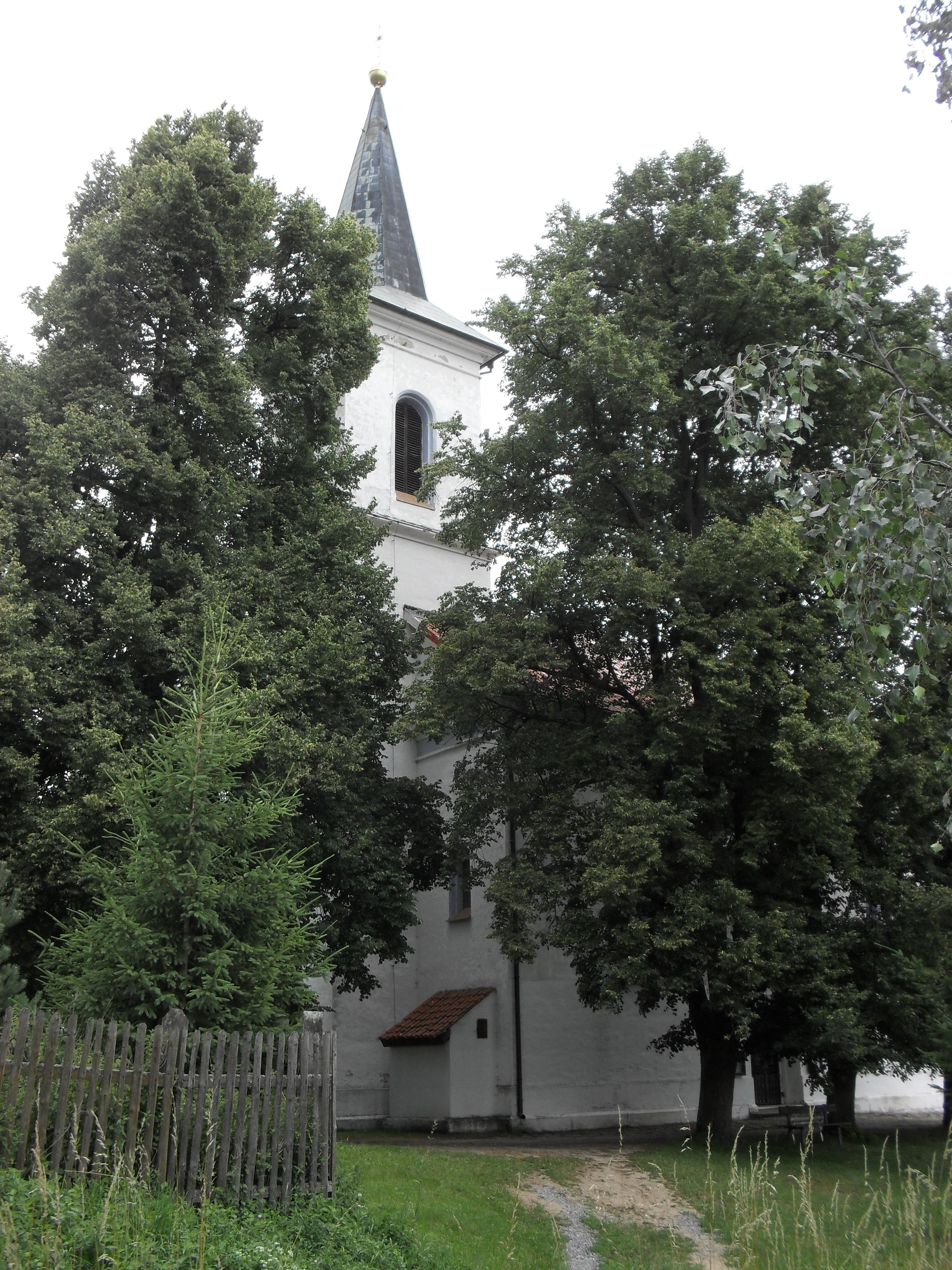
Kirche Maria Schnee

- Kirche Maria Schnee, auf einer Anhöhe am südwestlichen Ortsrand von Pačejov; der neugotische Bau entstand 1871 nach Plänen des Baumeisters E. Piller anstelle der alten Kirche
- Ehemaliger Herrenhof Pačejov; er entstand aus der alten Feste und wurde im Volksmund als Schlößchen bezeichnet
- Bildstock in Strážovice, geschaffen im 17. Jahrhundert
- Barocke Kapelle in Strážovice